# فهرست استانداران خوزستان
این فهرست اسامی استانداران استان خوزستان، (از سال تشکیل این استان تاکنون) می‌باشد.
 از انقلاب ۱۳۵۷ تاکنون، بیشترین مدت استانداری خوزستان مربوط به جعفر حجازی می‌باشد که پس از امیر حیات‌مقدم سمت استانداری را عهده‌دار شد. وی از سال‌های ۱۳۸۶ تا ۱۳۹۲ استاندار خوزستان بود و با بیش از ۶ سال فعالیت، رکورد بیشترین زمان مدیریت در رأس استانداری خوزستان را در اختیار دارد.

## فهرست

### پهلوی
| نام                      | زاده  | شروع          | پایان         | دوره                         |
| ------------------------ | ----- | ------------- | ------------- | ---------------------------- |
| نادر آراسته              | تبریز | ۱۳۰۹          | ۱۳۱۱          | مهدی‌قلی هدایت                |
| علی‌نقی مصباح فاطمی       | نائین | ۲۰ مهر ۱۳۲۰   | تیر ۱۳۲۱      |                              |
| رضاعلی دیوان‌بیگی         |       | تیر ۱۳۲۱      | ۱۳۲۱          |                              |
| سرهنگ فضل‌الله بهرامی     |       | ۱۶ مرداد ۱۳۲۸ |               | محمد ساعد                    |
| شمس‌الدین امیرعلائی       | تهران | ۸ خرداد ۱۳۳۰  | ۱۳۳۰          | محمد مصدق                    |
| سپهبد محمد نخجوان        |       | ؟             | ۱۳۳۲          | محمد مصدق                    |
| سرتیپ مظفری              |       | ۱۳۳۲          | ۲۹ مرداد ۱۳۳۲ | محمد مصدق                    |
| سرتیپ عزیزالله کمال      |       | ۴ شهریور ۱۳۳۲ | ؟             | فضل‌الله زاهدی                |
| ابوالقاسم نجم            | تهران | ۱۳۳۴          | ۱۳۳۶          | حسین علاء                    |
| جهانشاه صمصام            |       | ؟             | ۶ شهریور ۱۳۳۷ |                              |
| غلامرضا فولادوند         |       | ۸ شهریور ۱۳۳۷ | ؟             |                              |
| عبدالرضا انصاری          | دزفول | ۱۷ تیر ۱۳۴۳   | ۲۰ تیر ۱۳۴۵   | حسنعلی منصور، امیرعباس هویدا |
| عباس سالور               | تهران | ۴ مرداد ۱۳۴۵  | ۱۳۵۳          | امیرعباس هویدا               |
| محمدعلی سمیعی            |       | ۱۷ آذر ۱۳۵۴   | ۱۳۵۵          | امیرعباس هویدا               |
| مرتضی صالحی              |       | ۱۳۵۵          | ۱۳۵۶          | امیرعباس هویدا               |
| سپهبد عیسی بقراط جعفریان |       | ۱۵ آبان ۱۳۵۷  | ۲۲ بهمن ۱۳۵۷  | غلامرضا ازهاری، شاپور بختیار |

### جمهوری اسلامی
| نام                        | نگاره   | زاده                     | شروع             | پایان            | دولت         | رئیس دولت | م.     |
| -------------------------- | ------- | ------------------------ | ---------------- | ---------------- | ------------ | --------- | ------ |
| دریادار سید احمد مدنی      |         | سیرجان                   | ۱۸ فروردین ۱۳۵۸  | ۲۲ دی ۱۳۵۸       | دولت موقت    |           | [ ۹ ]  |
| سید محمد غرضی              |         | اصفهان                   | ۶ بهمن ۱۳۵۸      | ۲۶ مرداد ۱۳۶۰    | شورای انقلاب |           | [ ۱۰ ] |
| محمدحسن تولایی سرپرست      |         | نیشابور                  | ۲۶ مرداد ۱۳۶۰    | ۲۸ بهمن ۱۳۶۰     |              |           | [ ۱۱ ] |
| محمد فروزنده               |         | اهواز                    | ۲۸ بهمن ۱۳۶۰     | ۱۰ آذر ۱۳۶۲      | سوم          | موسوی     |        |
| علی جنتی                   |         | قم                       | ۱۰ آذر ۱۳۶۲      | ۶ آبان ۱۳۶۶      | سوم          | موسوی     |        |
| علی جنتی                   | چهارم   | قم                       | ۱۰ آذر ۱۳۶۲      | ۶ آبان ۱۳۶۶      |              | موسوی     |        |
| محسن میردامادی             |         | اصفهان                   | ۶ آبان ۱۳۶۶      | ۱۵ بهمن ۱۳۶۸     |              | موسوی     |        |
| محمدحسن تولایی             |         | نیشابور                  | ۱۵ بهمن ۱۳۶۸     | ۲۳ تیر ۱۳۷۱      | پنجم         | هاشمی     | [ ۱۲ ] |
| علیرضا تابش                |         | اصفهان                   | ۲۳ تیر ۱۳۷۱      | ۱۰ شهریور ۱۳۷۲   | پنجم         | هاشمی     | [ ۱۳ ] |
| مرتضی روزبه سرپرست         |         | قزوین                    | ۱۰ شهریور ۱۳۷۲   | ۱۹ مهر ۱۳۷۲      | ششم          | هاشمی     |        |
| محمدحسین مقیمی             |         | خمین                     | ۱۹ مهر ۱۳۷۲      | ۱ مهر ۱۳۷۶       | ششم          | هاشمی     |        |
| احمد خرم                   |         | اصفهان                   | ۱ مهر ۱۳۷۶       | ۲۳ دی ۱۳۷۷       | هفتم         | خاتمی     | [ ۱۴ ] |
| عبدالحسن مقتدائی           |         | آبادان، خوزستان          | ۲۳ دی ۱۳۷۷       | ۲۸ اسفند ۱۳۸۰    | هفتم         | خاتمی     | [ ۱۵ ] |
| فتح‌الله معین               |         | نجف‌آباد، اصفهان          | ۲۸ اسفند ۱۳۸۰    | ۱۳ مهر ۱۳۸۴      | هشتم         | خاتمی     | [ ۱۶ ] |
| سرتیپ پاسدار امیر حیات‌مقدم |         | هندیجان، خوزستان         | ۱۳ مهر ۱۳۸۴      | ۲۲ اردیبهشت ۱۳۸۶ | نهم          | احمدی‌نژاد | [ ۱۷ ] |
| علی‌اصغر وحیدی سرپرست       |         |                          | ۲۲ اردیبهشت ۱۳۸۶ | ۲۶ خرداد ۱۳۸۶    | نهم          | احمدی‌نژاد | [ ۱۸ ] |
| سید جعفر حجازی             |         | اهواز، خوزستان           | ۲۶ خرداد ۱۳۸۶    | ۱۷ مهر ۱۳۹۲      | نهم          | احمدی‌نژاد | [ ۱۹ ] |
| سید جعفر حجازی             | دهم     | اهواز، خوزستان           | ۲۶ خرداد ۱۳۸۶    | ۱۷ مهر ۱۳۹۲      |              | احمدی‌نژاد |        |
| عبدالحسن مقتدائی           |         | آبادان، خوزستان          | ۱۷ مهر ۱۳۹۲      | ۲۱ اردیبهشت ۱۳۹۵ | یازدهم       | روحانی    | [ ۲۰ ] |
| فرج‌الله خبیر سرپرست        |         | دهلران، ایلام            | ۲۱ اردیبهشت ۱۳۹۵ | ۳۰ خرداد ۱۳۹۵    | یازدهم       | روحانی    | [ ۲۱ ] |
| غلامرضا شریعتی             |         | بهبهان، خوزستان          | ۳۰ خرداد ۱۳۹۵    | ۲۶ بهمن ۱۳۹۹     | یازدهم       | روحانی    | [ ۲۲ ] |
| غلامرضا شریعتی             | دوازدهم | بهبهان، خوزستان          | ۳۰ خرداد ۱۳۹۵    | ۲۶ بهمن ۱۳۹۹     |              | روحانی    |        |
| قاسم سلیمانی دشتکی         |         | دشتک، چهارمحال و بختیاری | ۲۶ بهمن ۱۳۹۹     | ۱۴ شهریور ۱۴۰۰   |              | روحانی    |        |
| صادق خلیلیان               |         | اهواز، خوزستان           | ۱۴ شهریور ۱۴۰۰   | ۷ دی ۱۴۰۱        | سیزدهم       | رئیسی     |        |
| علی‌اکبر حسینی محراب        |         | مشهد                     | ۷ دی ۱۴۰۱        | ۲۹ مهر ۱۴۰۳      | سیزدهم       | رئیسی     |        |
| سید محمدرضا موالی‌زاده      |         | خرمشهر                   | ۲۹ مهر ۱۴۰۳      | متصدی            | چهاردهم      | پزشکیان   | [ ۲۳ ] |

## استانداران بومی خوزستان
- محمد فروزنده
- عبدالحسن مقتدایی
- امیر حیات‌مقدم
- غلامرضا شریعتی
- صادق خلیلیان
- سید محمدرضا موالی‌زاده (استاندار کنونی)

## وظایف استاندار
در قانون ایران، استانداران به پیشنهاد وزیر کشور و تصویب هیئت وزیران، با حکم رئیس‌جمهور منصوب می‌شوند، همچنین عزل استانداران با پیشنهاد وزیر کشور، تأیید رئیس‌جمهور و سرانجام با حکم وزیر کشور انجام می‌شود. استانداران به‌عنوان عالی‌ترین مدیران ارشد در سطح هر استان شناخته می‌شوند. بر اساس مصوبه شورای عالی اداری در تاریخ ۲۸ مهر ۱۳۷۷ استانداران در قلمرو مأموریت خود، به‌عنوان نماینده عالی دولت، مسئولیت اجرای سیاست‌های عمومی کشور، در ارتباط با وزارتخانه‌ها، مؤسسات، شرکت‌های دولتی و دستگاه‌هایی که از بودجه عمومی دولت استفاده می‌کنند، نیروهای انتظامی، شوراهای اسلامی شهر، شهرداری‌ها و مؤسسات عمومی غیردولتی را عهده‌دار هستند.

## استانداران خوزستان
برخی استاندارانی که در سال‌های پس از انقلاب ۱۳۵۷ در خوزستان فعالیت کرده‌اند، در سال‌های بعد از استانداری خوزستان، در جایگاه‌های بالای دولتی حاضر شده‌اند. سید محمد غرضی دومین استاندار خوزستان در سال‌های پس از انقلاب ۱۳۵۷ بود، که از سال ۱۳۶۰ تا ۱۳۶۴ وزیر نفت و در فاصله سال‌های ۱۳۶۴ تا ۱۳۷۶ به‌عنوان وزیر پست، تلگراف و تلفن فعالیت می‌کرد. محمدحسن تولایی پس از سرپرستی استانداری خوزستان، به‌عنوان مدیرعامل شرکت ملی مناطق نفت‌خیز جنوب (بزرگ‌ترین تولیدکننده نفت ایران) منصوب گردید، سپس مدیرعاملی شرکت ملی گاز ایران را برعهده داشت و پس از آن، به عنوان قائم‌مقام وزیر دفاع و پشتیبانی نیروهای مسلح انتخاب گردید. وی هم‌اکنون معاون رئیس سازمان مدیریت و برنامه‌ریزی می‌باشد. محمد فروزنده پس از استانداری خوزستان، در دولت دوم هاشمی رفسنجانی، وزارت دفاع و پشتیبانی نیروهای مسلح را برعهده داشت، سپس ریاست بنیاد مستضعفان و جانبازان را برعهده داشت و هم‌اکنون عضو مجمع تشخیص مصلحت نظام است.
امیر حیات‌مقدم پس از استانداری خوزستان به عنوان رئیس پژوهشکده امنیت ملی کشور منصوب شد و هم‌اکنون در این سمت فعالیت دارد.
علی جنتی، پس از استانداری خوزستان به عنوان استاندار خراسان، معاون وزیر ارشاد، سفیر ایران در کویت و معاون سیاسی وزیر کشور فعالیت داشت و در دولت یازدهم نیز به مدت بیش از سه سال به عنوان وزیر ارشاد فعالیت می‌کرد. محسن میردامادی نیز در سال‌های بعد به عنوان نماینده مردم تهران راهی مجلس شد و هم‌اکنون دبیرکل جبهه مشارکت ایران اسلامی است. علیرضا تابش بعدها رئیس بنیاد مسکن انقلاب اسلامی شد.
محمد حسین مقیمی پس از استانداری خوزستان، استاندار کرمانشاه شد، سپس به معاونت عمرانی وزارت کشور منصوب گردید و در ابتدای دولت یازدهم، استانداری مرکزی را برعهده داشت. وی هم‌اکنون معاون سیاسی وزیر کشور می‌باشد. احمد خرم نیز پس از استانداری خوزستان، به استاندار همدان شد و در دولت دوم سید محمد خاتمی به‌عنوان وزیر راه و ترابری انتخاب شد. عبدالحسن مقتدایی پس از آن استانداری خوزستان، استاندار هرمزگان شد. عبدالحسین مقتدایی جای خود را به غلامرضا شریعتی داد و با ریاست‌جمهوری سید ابراهیم رئیسی خلیلیان استاندار خوزستان گردید. با تصویب هیئت دولت در ۷ دی ۱۴۰۱ علی‌اکبر حسینی محراب استاندار خوزستان شد و جایگزین صادق خلیلیان گردید.